# Pseudothyrsocera lugubris
Pseudothyrsocera lugubris är en kackerlacksart som först beskrevs av Carl Stål 1877.  Pseudothyrsocera lugubris ingår i släktet Pseudothyrsocera och familjen småkackerlackor.
Artens utbredningsområde är Filippinerna. Inga underarter finns listade i Catalogue of Life.